# Peritrox vermiculatus
Peritrox vermiculatus là một loài bọ cánh cứng trong họ Cerambycidae.